# San Giorgio (métro de Gênes)
San Giorgio est une station de la ligne unique du métro de Gênes. Elle est située à Gênes en Italie.

## Situation sur le réseau
Établie en souterrain, San Giorgio est une station de passage de l'unique ligne du métro de Gênes. Elle est située entre la station Darsena, en direction du terminus nord-ouest Brin, et la station Sarzano-San Agostino, en direction du terminus est Brignole.
Elle dispose des deux voies de la ligne encadrant un quai central.

## Histoire
La station San Giorgio, inaugurée le 25 juillet 2003, est mise en service le 7 août 2003, lors de l'ouverture à l'exploitation du prolongement depuis Principe. Elle est réalisée par l'architecte Renzo Piano,.

## Services aux voyageurs

### Desserte
San Giorgio est desservie par les rames qui circulent sur l'unique ligne du réseau, entre Brin et Brignole.

Installations et desserte
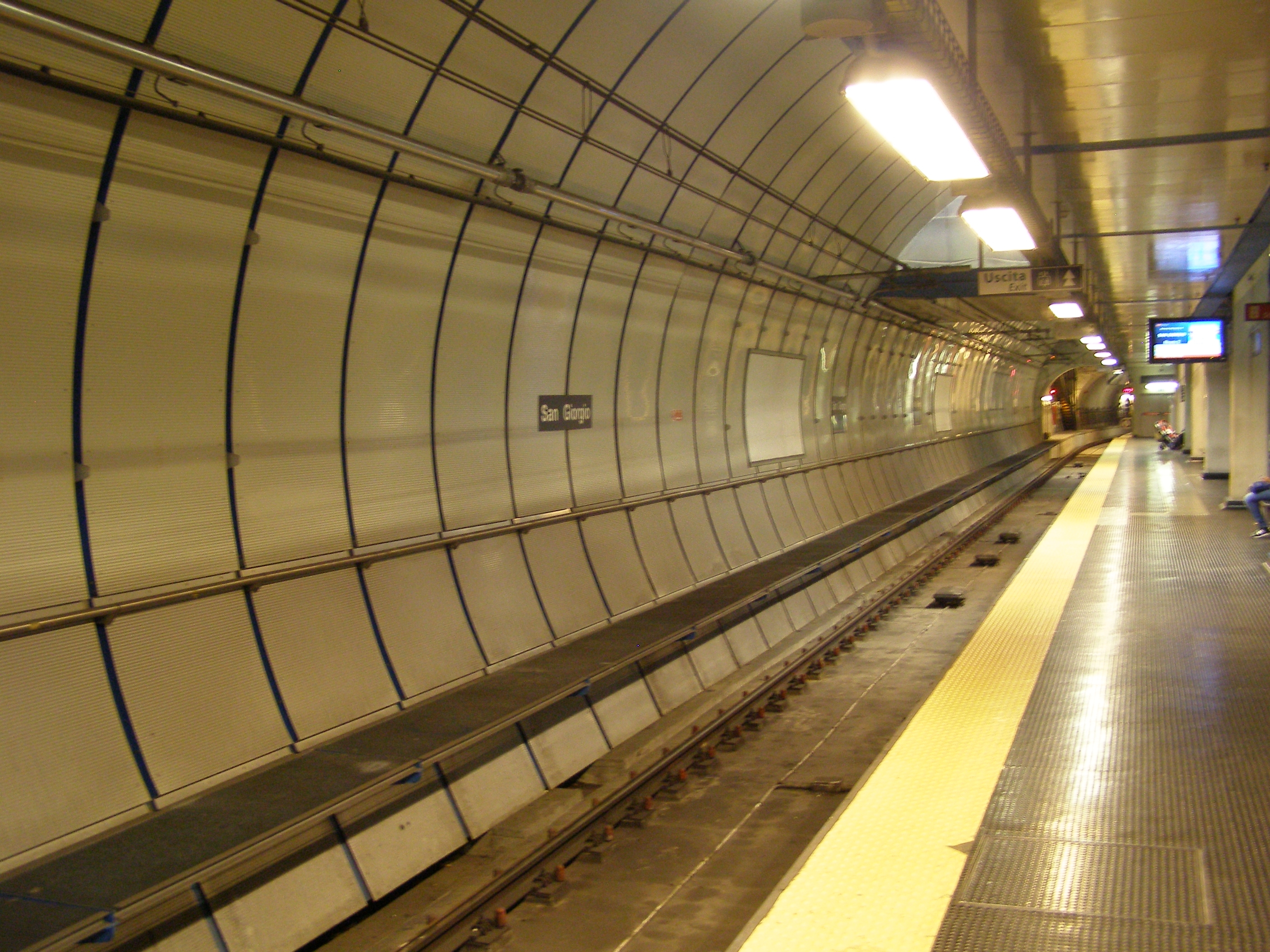
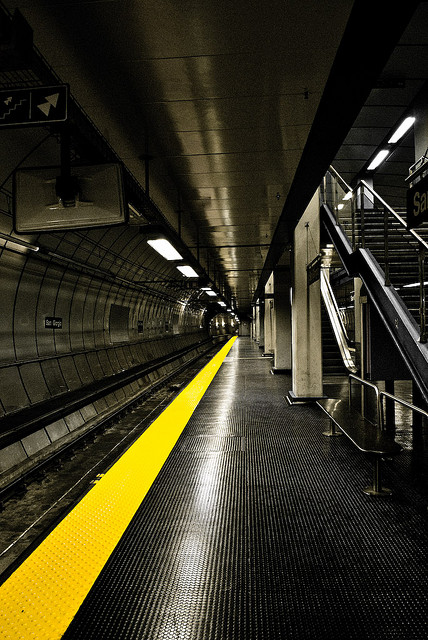
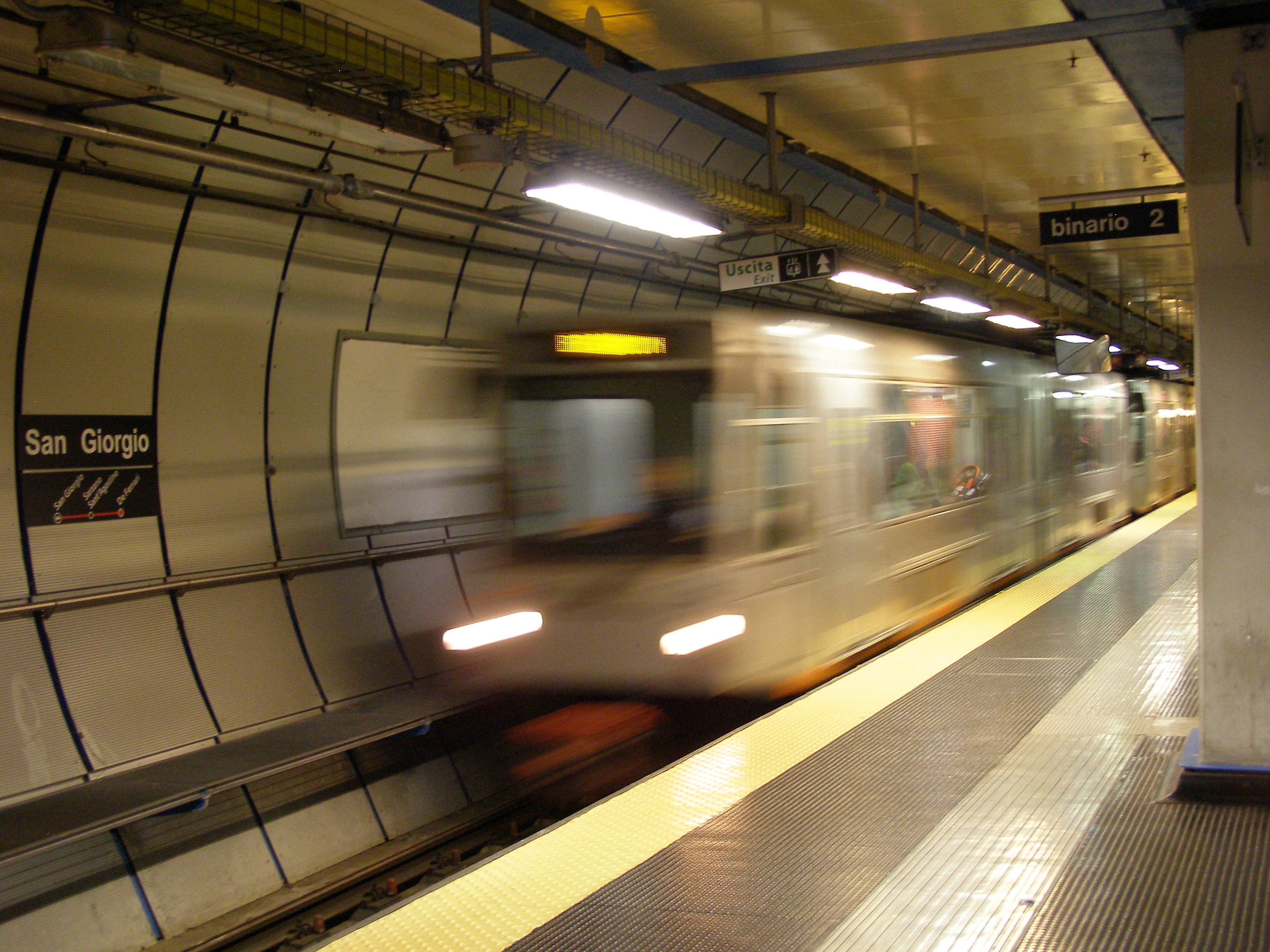